# Copa Colsanitas Seguros Bolivar 2004
Copa Colsanitas Seguros Bolivar 2004 — жіночий тенісний турнір, що проходив на відкритих кортах з ґрунтовим покриттям Club Campestre El Rancho у Боготі (Колумбія). Належав до турнірів 3-ї категорії в рамках Туру WTA 2004. Відбувсь усьоме і тривав з 23 до 29 лютого 2004 року. Перша сіяна Фабіола Сулуага здобула свій третій підряд і четвертий загалом титул в одиночному розряді на цьому турнірі й отримала 27 тис. доларів США.

## Фінальна частина

### Одиночний розряд
Фабіола Сулуага —  Марія Санчес Лоренсо 3–6, 6–4, 6–2
- Для Сулуаги це був 1-й титул в одиночному розряді за сезон і 6-й — за кар'єру.

### Парний розряд
Барбара Шварц /  Ясмін Вер —  Анабель Медіна Гаррігес /  Аранча Парра Сантонха 6–1, 6–3